# Repubblica di Kosova
La Repubblica di Kosova (in albanese Republika e Kosovës) è stato un proto-Stato auto-dichiarato istituito il 22 settembre 1991 nel Kosovo. Al suo apice, ha cercato di stabilire le proprie istituzioni politiche parallele in opposizione alle istituzioni della provincia autonoma di Kosovo e Metochia della Repubblica di Serbia.

## Storia
L'ascesa al potere in Serbia di Slobodan Milošević, che si era accreditato come leader nazionalista, coincise con la revoca dell'autonomia costituzionale del Kosovo, il bilinguismo serbo/albanese, e l'avvio di una politica di riassimilazione forzata della provincia, con la chiusura delle scuole autonome di lingua albanese e la sostituzione di funzionari amministrativi e insegnanti con serbi o persone ritenute fedeli.

### Proclamazione
Alla fine del giugno 1990, i membri albanesi dell'assemblea provinciale proposero un voto sull'opportunità di formare una repubblica indipendente; il presidente serbo etnico dell'assemblea, la chiuse immediatamente con la promessa di riaprire l’assemblea il 2 luglio, che fu però successivamente rinviata.
Il 2 luglio, la stragrande maggioranza dei membri albanesi dell'Assemblea provinciale tornò all'Assemblea, ma era stata chiusa; così nella strada fuori votarono per dichiarare il Kosovo una repubblica all'interno della Federazione jugoslava. Il governo serbo rispose sciogliendo l'Assemblea e il governo del Kosovo, rimuovendo così l'autonomia residua.
I membri albanesi dell'Assemblea del Kosovo ufficialmente sciolta si incontrarono in segreto a Kaçanik il 7 settembre e dichiararono la "Repubblica del Kosova", in cui le leggi della Jugoslavia sarebbero state valide solo se compatibili con la costituzione della Repubblica. L'assemblea dichiarò la "Repubblica di Kosova" uno stato indipendente il 22 settembre 1991. Tennero un referendum sull'indipendenza (1992), che registrò l'80% dei votanti con un 98% di sì, pur senza riconoscimento internazionale. La Repubblica di Kosova ricevette il riconoscimento diplomatico solamente dall'Albania.

### Istituzioni parallele
L’etnia albanese reagì alla perdita dei suoi diritti costituzionali con la resistenza nonviolenta, guidata dalla Lega Democratica del Kosovo (LDK) di Ibrahim Rugova, creando una serie di istituzioni parallele in materia di istruzione, cure mediche e fiscalità. Nuove scuole aperte, con case trasformate in strutture per scuole, comprese le scuole superiori e l'università. E su elezioni parallele, furono eletti leader paralleli, formando un nuovo paese all'interno di un paese. A causa della repressione, il nuovo governo ebbe sede in esilio. Venne creata anche una lega di calcio parallela, che seguiva tutti gli uomini e le donne sportivi espulsi dagli stadi e dalle strutture sportive.

### Intervento NATO
Dal 1995 in poi, le tensioni nella regione aumentarono, portando alla guerra del Kosovo, iniziata nel 1996, combattuta tra la Repubblica federale di Iugoslavia e l'Ushtria Çlirimtare e Kosovës (UÇK). La campagna guidata dall'UÇK continuò fino al gennaio 1999 ed è stata portata all'attenzione dei media mondiali dal massacro di Račak, un omicidio di massa di albanesi da parte delle forze di sicurezza serbe. Una conferenza internazionale si tenne a Rambouillet, in Francia, che portò ad un accordo di pace (l'accordo di Rambouillet) che fu accettato dalla parte etnica albanese ma respinto dal governo jugoslavo.
Il fallimento dei colloqui a Rambouillet portarono a una campagna aerea della NATO contro la Repubblica federale di Iugoslavia, dal 24 marzo all'11 giugno, quando le autorità jugoslave firmarono un accordo tecnico militare per consentire alle forze di pace della NATO (KFOR) e una missione civile internazionale (UNMIK) di entrare in Kosovo.
L'UNMIK assunse il controllo del Kosovo. Furono istituite istituzioni provvisorie di autogoverno per consentire ai leader politici e comunitari del Kosovo di essere rappresentati nelle decisioni. L'UÇK fu sciolta e sostituita dal Corpo di Protezione del Kosovo, un'organizzazione civile per le emergenze leggermente armata. Il Kosovo dichiarerà di nuovo l'indipendenza nel 2008.

## Governo
| Carica                    | Nome            | Periodo | Note                                               | Rif    |
| ------------------------- | --------------- | --- | -------------------------------------------------- | ------ |
| Presidente                | Ibrahim Rugova  | 1992–2000 | In esilio in Italia dal 5 maggio al 15 luglio 1999 | [ 10 ] |
| Primo ministro            |                 | |                                                    | [ 10 ] |
| Bujar Bukoshi             | 1991–2000       | In esilio prima a Lubiana, poi da maggio 1992 ad agosto 1999 a Bonn |                                                    | [ 10 ] |
| Hashim Thaçi              | 1999–2000       | Primo ministro provvisorio all'opposizione |                                                    | [ 10 ] |
| Ministro della Difesa     | Hajzer Hajzeraj | 1991–1993 |                                                    | [ 10 ] |
| Presidente dell'Assemblea |                 | |                                                    | [ 10 ] |
| Bujar Gjurgjeala          | 1990            | Ad interim |                                                    | [ 10 ] |
| Ilaz Ramajli              | 1990–1992       | |                                                    | [ 10 ] |
| Vacante                   | 1992–2000       | La carica di Presidente dell'Assemblea del Kosovo rimase vacante dal 25 maggio 1999 al 10 dicembre 2021, a causa dell'esilio conseguente all'insurrezione e successivamente alla guerra in Kosovo. |                                                    | [ 10 ] |